# Лапорт (Миннесота)
Лапорт (англ. Laporte) — город в округе Хаббарт, штат Миннесота, США. На площади 1,8 км² (1,8 км² — суша, водоёмов нет), согласно переписи 2002 года, проживают 145 человек. Плотность населения составляет 80,3 чел./км².
- Телефонный код города — 218
- Почтовый индекс — 56461
- FIPS-код города — 27-35612[1]
- GNIS-идентификатор — 0656948[2]